# 河田寿司
河田 寿司（かわた ひさし、1979年12月5日 - ）は、熊本県熊本市出身の元プロ野球選手（内野手、捕手）。右投左打。

## 来歴・人物

### プロ入り前
熊本市立京陵中学校から熊本工大高校（2年時に文徳に校名変更）に進学し、好守好打の捕手として台頭した。
1997年夏、河田が3番・捕手を務める文徳高校野球部は熊本県大会を勝ちあがり、第79回全国高等学校野球選手権大会に熊本県代表として出場した。しかし初戦で千葉県代表・船橋市立船橋高等学校に、乱打戦の末10 - 17で敗れた。高校の2年先輩に末廣五大がいる。
翌1998年春に三菱重工長崎に入部したが、当時の三菱長崎の正捕手は貝塚政秀だった。当時の監督の小島啓民の意向もあり、入社後の2年間は一塁手として起用された。しかし1999年秋、ドラフト会議で貝塚が西武ライオンズに指名されると、翌2000年には当時20歳の河田が正捕手として抜擢された。体格の良さと広角打法は以前からの特徴だったが、早々に2000年JABA岡山大会で首位打者賞を獲得。
後藤隆之、杉内俊哉、松永浩典ら、好投手の球を受ける中でキャッチング、リード、さらに打力にも磨きがかかった。2001年には捕手として日本選手権優勝に貢献。以後は社会人野球界屈指の捕手として全日本にもたびたび招集され、2004年ハーレム大会では全日本の4番・捕手として活躍した。
2005年ドラフト会議で東北楽天ゴールデンイーグルスに4巡目指名された。

### 楽天時代
2006年は二軍中心の出場で、打率.275の好成績を残した。一軍では13打席7三振0安打に終わった。
2007年3月27日の対福岡ソフトバンクホークス戦にて8回の表に代打として出場し、新垣渚よりライトライナーの二塁打を放つ。これがプロ初安打となった。しかしその後二軍落ちし、再び一軍に戻ってきたのはシーズン終盤であった。シーズン最終戦の10月5日の対千葉ロッテマリーンズ戦では捕手ではなく一塁手として先発出場した。
2008年は一軍での出場はなし。ファーム（二軍）では指名打者・一塁手として起用され、捕手としての出場は一度もなかった。
2009年、ポジション登録を内野手に変更。この年も一軍での出場はなかった。
2010年も一軍での出場はなかった。秋季キャンプより、ポジションの再転向を視野に捕手としての練習を再開している。
2011年は捕手として登録されたが、一軍での出場はなかった。12月11日に来シーズンより背番号が99に変更されることが発表された。
2012年7月6日、5年ぶりに一軍出場を果たし、7月7日にはプロ初打点をマーク、8月29日には4番も任された。一軍では代打または指名打者として起用され、守備に就くことは一度もなかった。同年オフに一塁手として登録される。
2013年、10月29日に戦力外通告を受け、そのまま現役を引退。2014年からは「育成担当 兼 ブルペン捕手」を務める。

## エピソード
捕球技術やインサイドワークに課題を抱えるなど、プロの捕手としては守備面で若干心もとない面があり、代打としての起用が主であったが、その打力を買われてチーム首脳陣は一塁手やDHとしての起用も検討されていた。
中学の先輩にシンガーソングライターの森高千里、後輩にタレントの福田沙紀がいる。
週刊ベースボールの「ボールパーク共和国」内では、名前が「寿司」と書くため何度も"ネタ"にされ、河田の知名度は飛躍的に高まった。しかし実際の河田本人はこの名に非常に強いコンプレックスを抱いており、食べ物の寿司も好きでない。
2006年1月にミス日本北海道・東北地区グランプリでミス日本ファイナリスト、ミス仙台などを受賞した元モデルと結婚。2009年10月に長女誕生。
愛犬が二匹いる。

## 詳細情報

### 年度別打撃成績
| 年 度     | 球 団     | 試 合 | 打 席 | 打 数 | 得 点 | 安 打 | 二 塁 打 | 三 塁 打 | 本 塁 打 | 塁 打 | 打 点 | 盗 塁 | 盗 塁 死 | 犠 打 | 犠 飛 | 四 球 | 敬 遠 | 死 球 | 三 振 | 併 殺 打 | 打 率 | 出 塁 率 | 長 打 率 | O P S |
| --------- | --------- | ----- | ----- | ----- | ----- | ----- | -------- | -------- | -------- | ----- | ----- | ----- | -------- | ----- | ----- | ----- | ----- | ----- | ----- | -------- | ----- | -------- | -------- | ----- |
| 2006      | 楽天      | 10    | 13    | 12    | 0     | 0     | 0        | 0        | 0        | 0     | 0     | 0     | 0        | 0     | 0     | 1     | 0     | 0     | 7     | 0        | .000  | .077     | .000     | .077  |
| 2007      | 楽天      | 11    | 17    | 15    | 0     | 4     | 2        | 0        | 0        | 6     | 0     | 0     | 0        | 0     | 0     | 2     | 0     | 0     | 3     | 0        | .267  | .353     | .400     | .753  |
| 2012      | 楽天      | 18    | 47    | 41    | 0     | 12    | 0        | 0        | 0        | 12    | 5     | 0     | 0        | 0     | 1     | 5     | 0     | 0     | 6     | 2        | .293  | .362     | .293     | .655  |
| 通算：3年 | 通算：3年 | 39    | 77    | 68    | 0     | 16    | 2        | 0        | 0        | 18    | 5     | 0     | 0        | 0     | 1     | 8     | 0     | 0     | 16    | 2        | .235  | .312     | .265     | .576  |

### 記録
- 初出場：2006年3月26日、対北海道日本ハムファイターズ1回戦（札幌ドーム）、9回表に沖原佳典の代打で出場
- 初打席：同上、9回表にMICHEALから左飛
- 初先発出場：2006年4月27日、対福岡ソフトバンクホークス6回戦（福岡Yahoo! JAPANドーム）、6番・指名打者で先発出場
- 初安打：2007年3月27日、対福岡ソフトバンクホークス1回戦（福岡Yahoo! JAPANドーム）、8回表に藤井彰人の代打で出場、新垣渚から右翼へ二塁打
- 初打点：2012年7月7日、対埼玉西武ライオンズ9回戦（西武ドーム）、7回表に岡本篤志から中犠飛

### 背番号
- 27 （2006年 - 2011年）
- 99 （2012年 - 2013年）
- 109 （2014年 - ）